# 脱ハロゲン化水素反応

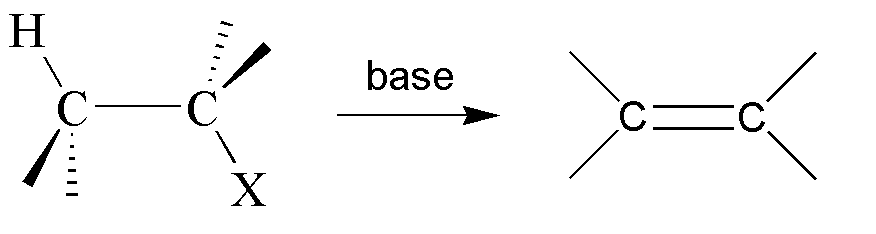
脱ハロゲン化水素反応によるアルケン合成

化学において、脱ハロゲン化水素反応（だつハロゲンかすいそはんのう、英: Dehydrohalogenation）とは基質からハロゲン化水素を除く脱離反応をいう。アルケンの合成に用いられることが多いが、他にも応用がある。

## ハロゲン化アルキルからの脱ハロゲン化水素
脱ハロゲン化水素反応の基質として伝統的に使われてきたのは、ハロゲン化アルキルである。ハロゲン化アルキルを基質としてアルケンを得るためにはハロゲンと結合する炭素原子に隣接する炭素がC-H結合を持つ必要がある。ハロゲン化アリールも基質として適さない。たとえば、クロロベンゼンは強塩基で処理するとベンザインを中間体としてフェノールが生じる。

### 塩基促進アルケン化反応
多くの塩化アルキルは強塩基で処理することにより対応するアルケンへ転換される。この反応は脱離反応の一種、β脱離反応に分類される。以下に典型的な例を示す。
{\displaystyle {\begin{aligned}{\ce {{\underset {Ethyl Chloride}{^{\beta}CH3-^{\alpha}CH2Cl}}+ KOH}}\ &{\ce {-> {\underset {Ethylene}{CH2=CH2}}+ {KCl}+ H2O}}\\{\ce {{\underset {1-Chloropropane}{CH3-CH2-CH2Cl}}+ KOH}}\ &{\ce {-> {\underset {Propene}{CH3-CH=CH2}}+ {KCl}+ H2O}}\\{\ce {{\underset {2-Chloropropane}{CH3-CHCl-CH3}}+ KOH}}\ &{\ce {-> {\underset {Propene}{CH3-CH=CH2}}+ {KCl}+ H2O}}\end{aligned}}}
典型的にはエタノールのような溶媒中で水酸化カリウムとクロロエタンを反応させるとエチレンを与える。同様に、1-クロロプロパンおよび2-クロロプロパンはプロピレンを与える。
この種の反応の位置選択性は、ザイツェフ則により予測することができる。
一般的に、ハロアルカンと水酸化カリウムとの反応は、強力で障害のない求核剤、OH−
とのSN2求核置換反応と競合する。しかし、アルコールは副次的生成物となる場合が一般的である。脱ハロゲン化水素反応には、カリウム tert-ブトキシド(K+
[CH
3]
3CO−
)のような強塩基を用いることが多い。

### 塩基促進アルキン化反応
ビシナル二ハロゲン化アルカンはアルキンへ転換される。

### クラッキング
塩基促進脱ハロゲン化水素反応は、副生成物として生じるハロゲン化アルカリの廃棄問題のため、産業スケールではあまり用いられず、熱誘導脱ハロゲン化水素反応(クラッキング)のほうが好まれる。一例として、1,2-ジクロロエタンの加熱によるクロロエチレンの生産があげられる。
CH
2Cl–CH
2Cl → CH
2=CHCl + HCl
副生成物のHClはオキシ塩素化反応に利用される。
熱誘導脱ハロゲン化水素反応はフルオロオレフィンおよびハイドロフルオロオレフィンの生産にも用いられる。一例として1,1,2,3,3,3-ヘキサフルオロプロパンからの1,2,3,3,3-ペンタフルオロプロペンの生産が上げられる。
CF
2HCH(F)CF
3  →  CHF=C(F)CF
3 + HF

## その他の脱ハロゲン化水素反応

### エポキシド
クロロヒドリン(R(HO)CH–CH(Cl)R')は脱ハロゲン化水素反応によりエポキシドを与える。この反応によりプロピレンクロロヒドリンから年間何百万トンもの酸化プロピレンが大量生産されている。
CH3CH(OH)CH2Cl + KOH → CH3CH(O)CH2 + H2O + KCl

### イソシアニド
第一級アミンにクロロホルムを作用させることによりイソシアニドを合成するカルビルアミン反応は3回の脱ハロゲン化水素反応をともなう。まず一回目の脱ハロゲン化水素反応によりジクロロカルベンが生じる。
KOH + CHCl
3 → KCl + H
2O + CCl
2
さらに連続する塩基媒介脱ハロゲン化水素反応が起こることによりイソシアニドが生じる。

### 錯体
脱ハロゲン化水素反応は有機化学に限定されない。有機金属錯体にもハロゲン化水素を脱離させるものがあり、自発的反応、熱分解反応、機械的化学反応などが知られている。
例として、酸性カチオンがハロメタレートアニオンと水素結合している構造をもつ塩はしばしば可逆的脱ハロゲン化水素反応をおこす。
[B−
H]+
···[X−
MLn]−
 ⇌ [B−
MLn] + HX
ここで、Bはたとえばピリジンのような塩基性配位子、Xはハロゲン(典型的には塩素または臭素)、Mはたとえばコバルトや銅、亜鉛やパラジウム、白金などの金属、LnはSpectator ligandである。